# Diecezja Yuci
Diecezja Yuci (łac. Dioecesis Iuzeanus, chiń. 天主教榆次教区) – rzymskokatolicka diecezja ze stolicą w Yuci w prefekturze miejskiej Jinzhong, w prowincji Shanxi, w Chińskiej Republice Ludowej. Biskupstwo jest sufraganią archidiecezji Taiyuan.

## Historia
17 czerwca 1931 papież Pius XI brewe Cum Minister erygował prefekturę apostolską Yuci. Dotychczas wierni z tych terenów należeli do wikariatu apostolskiego Taiyuan (obecnie archidiecezja Taiyuan).
9 marca 1944 prefektura apostolska Yuci została podniesiona do rangi wikariatu apostolskiego.
W wyniku reorganizacji chińskich struktur kościelnych dokonanej przez papieża Piusa XII 11 kwietnia 1946 wikariat apostolski Yuci podniesiono do godności diecezji.
Z 1950 pochodzą ostatnie pełne, oficjalne kościelne statystyki. Diecezja Yuci liczyła wtedy:
- 15 410 wiernych (1% społeczeństwa)
- 23 kapłanów (8 diecezjalnych i 15 zakonnych)
- 5 braci i 38 sióstr zakonnych.

Od zwycięstwa komunistów w chińskiej wojnie domowej w 1949 diecezja, podobnie jak cały prześladowany Kościół katolicki w Chinach, nie może normalnie działać. Po śmierci bp Pietro Ermenegildo Focaccia OFM w 1953 i administratora apostolskiego ks. Anthony Humilis Yang Guangqi OFM w 1957 aż do 1999 nie ma informacji o żadnym biskupie Yuci będącym w łączności z papieżem.
W latach 1991 – 1999 diecezją rządził mianowany przez Patriotyczne Stowarzyszenie Katolików Chińskich antybiskup. Obecny ordynariusz Yuci John Baptist Wang Jin jest uznawany za legalnego biskupa zarówno przez Stolicę Apostolską jak i przez rząd w Pekinie.
Obecnie (2011) diecezja liczy ponad 20 000 wiernych, 30 kapłanów i 29 seminarzystów. Diecezja prowadzi również klinikę.

## Ordynariusze
- Pietro Ermenegildo Focaccia OFM[3] (prefekt apostolski 1932 - 1944, wikariusz apostolski 1944 - 1946, biskup 1946 - 1953)
- sede vacante (być może urząd sprawował biskup(i) Kościoła podziemnego) (1953 - 1999)
  - ks. Anthony Humilis Yang Guangqi OFM (1955 - 1957) administrator apostolski
- John Baptist Wang Jin (1999 - nadal)

### Antybiskup
Ordynariusze mianowani przez Patriotyczne Stowarzyszenie Katolików Chińskich nieposiadający mandatu papieskiego:
- Wang Yutian (1991 – 1999).